# 田納西州孟菲斯聖殿
田納西孟菲斯聖殿是耶穌基督後期聖徒教會的80座聖殿。

## 聖殿歷史
1999年1月16日，田納西孟菲斯聖殿奠基儀式進行。孟菲斯聖殿為田納西州，阿肯色州，密西西比州和密蘇里州的20,000多名成員服務。 2000年4月23日，教會當時的十二使徒定額組會長雅各·傅士德會長（James E. Faust）奉獻了聖殿。
田納西孟菲斯聖殿的總建築面積為1012平方公尺，設有兩個教儀室和兩個印證室。
教會於2017年4月10日宣布，該聖殿將於2017年10月關門，以進行將於2019年完成的裝修。隨著裝修工作的接近完成，教會最初宣布將不開放任何聖殿參觀，但在2019年4月11日教會宣佈新計劃，從4月13日至4月20日（星期日除外）將有一個開放房屋。 傑佛瑞·賀倫長老（Jeffrey R. Holland）於2019年5月5日對聖殿進行了重新奉獻。
2020年，针对冠状病毒大流行而关闭的田纳西孟菲斯聖殿。 

## 外部連結
1. ↑  , Newsroom (LDS Church), April 10, 2017  [2021-05-08], （原始内容存档于2021-06-12）
2. ↑  , Newsroom (LDS Church), April 11, 2019  [2021-05-08], （原始内容存档于2021-06-12）
3. ↑  , Newsroom (LDS Church), January 16, 2019  [2021-05-08], （原始内容存档于2021-06-11）
4. ↑  , Newsroom (LDS Church), May 5, 2019  [2021-05-08], （原始内容存档于2021-11-04）
5. ↑  Stack, Peggy Fletcher. "All Latter-day Saint temples to close due to coronavirus" （页面存档备份，存于）, The Salt Lake Tribune, 26 March 2020. Retrieved on 28 March 2020.